# Bolserecsjei járás

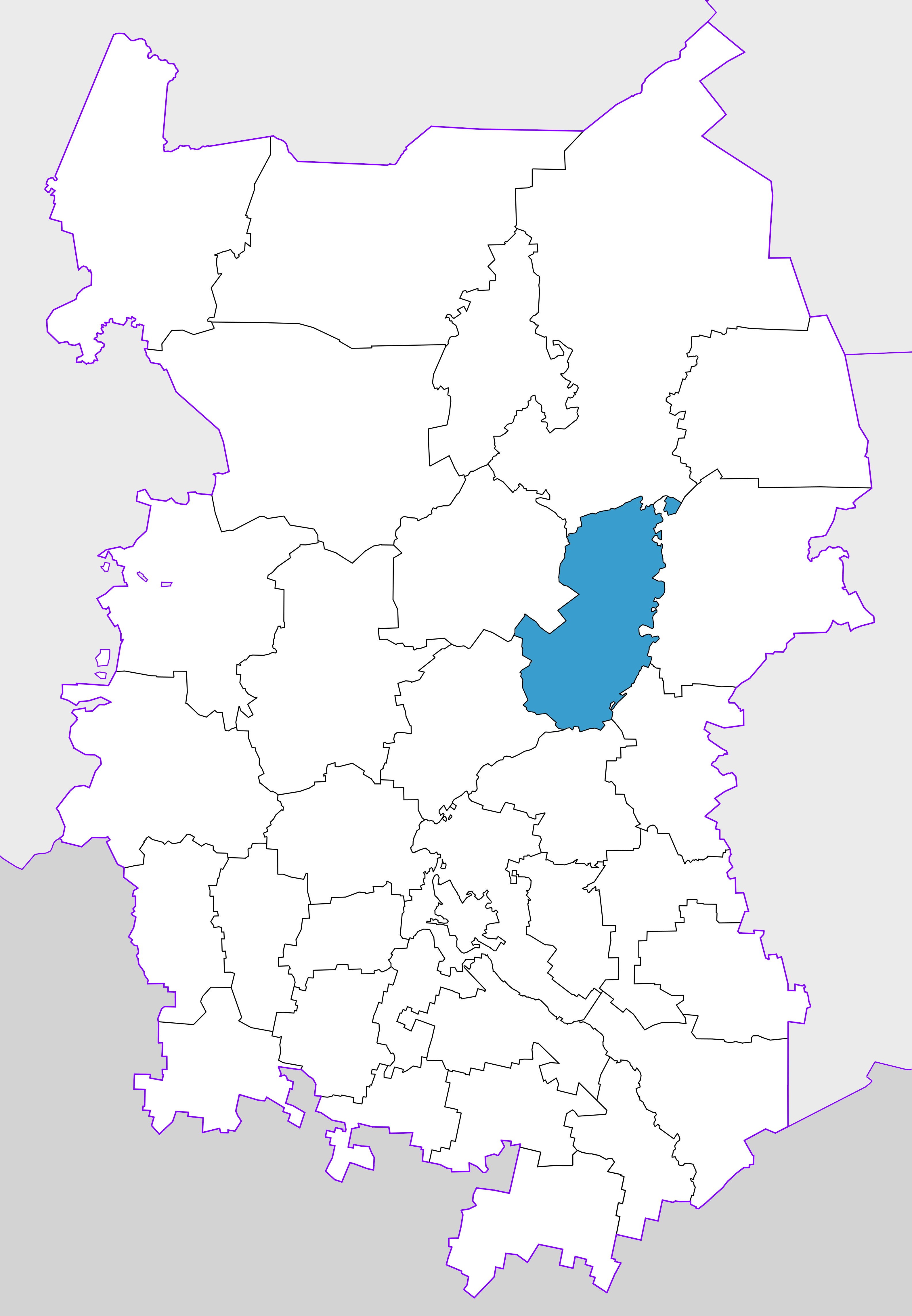
A Bolserecsjei járás az Omszki területen

A Bolserecsjei járás (oroszul Большереченский район) Oroszország egyik járása az Omszki területen. Székhelye Bolserecsje.

## Népesség
- 1989-ben 36 726 lakosa volt.
- 2002-ben 34 037 lakosa volt, melynek 83%-a orosz, 11,2%-a tatár, 1,5%-a kazah, 1,5%-a német, 0,7%-a ukrán.
- 2010-ben 28 468 lakosa volt, melynek 83,5%-a orosz, 10,7%-a tatár, 1,5%-a kazah, 1,1%-a német, 0,5%-a ukrán.